# اچ‌ام‌اس آدامنت (ای۱۶۴)
اچ‌ام‌اس آدامنت (ای۱۶۴) (به انگلیسی: HMS Adamant (A164)) یک کشتی بود که طول آن ۱۸۹ متر (۶۲۰ فوت) 200.5 m (oa) بود. این کشتی در سال ۱۹۴۰ ساخته شد.